# 김제 거교비
김제 거교비(金堤 去橋碑)는 전북특별자치도 김제시 신덕동에 있는 비석이다. 2020년 2월 6일 김제시의 향토문화유산 (유형) 제5호로 지정되었다.

## 지정 사유
전라도 관찰사 이호준과 김제군수 김선근의 업적을 기린 비석으로, 벽골제 인근 원평천 일대가 큰비만 오면 강을 가로막고있는 다리로 인해 세고을(금구, 김제, 태인)이 물에 잠겨 농작물피해가 극심하자 김제군수 김선근이 이 다리를 철거하는 용단을 내려 민원을 해결했다는 내용이 기록되어 있어, 당시의 자연환경 및 실태를 파악할 수 있는 귀중한 향토자료로 인정받아 향토문화유산으로 지정한다.